# Coro La Rupe
Il Coro La Rupe è un coro polifonico e popolare con sede a Quincinetto, fondato nel 1952 attualmente diretto da Domenico Monetta.

## Storia
Alla sua nascita il coro si è immediatamente ispirato, come la maggior parte dei cori maschili italiani di quel periodo,  alla grande tradizione corale del coro SAT di Trento. Dagli anni sessanta la direzione è curata dal maestro Dante Conrero, il quale arricchisce il repertorio classico di brani d'autore e di originali armonizzazioni che danno un nuovo volto al gruppo e ne affermano la peculiare linea interpretativa.
Tale cammino di ricerca viene proseguito successivamente dal maestro Luigi Valenzano, alla direzione dal 1973 al 1981.
Ulteriore evoluzione è compiuta con il maestro Edy Mussatti, attraverso un'accurata rivalutazione della produzione locale e un'attenzione particolare alle realizzazioni di autori contemporanei, il coro ha, infatti, ravvivato e ampliato il repertorio, ottenendo favorevoli consensi da parte di pubblico e critica.
Dal 2008 alla direzione artistica del coro, che nella formazione attuale conta 23 elementi maschili, c'è Domenico Monetta, già corista nella sezione dei baritoni dal 1988.

## Attività
A ciò si aggiungono i prestigiosi successi ottenuti nell'ambito dei concorsi nazionali (Vittorio Veneto, Biella, Saint-Vincent e in passato anche Adria, Genova, Stresa, Ivrea) alle quali si sono aggiunte le ambite affermazioni al 35º concorso internazionale di Montreux (1999), con il secondo posto nella classifica generale e il primo nella categoria OCTM per cori virili, e, nel mese di novembre 2000, il terzo posto al 1° “Concorso Europeo di canto popolare” di Bolzano.
Nel 2003 il coro partecipa ad una prima rappresentazione mondiale cantando in scena nell'opera Daphnis et Chloè di Jean-Jacques Rousseau, opera ricostruita dal maestro Willy Merz e rappresentata al 2º Festival Internazionale di Sarre (Ao).
Il successivo progetto è stata l'incisione e, nel corso del 2005, la presentazione a livello nazionale, dell'opera per coro e orchestra Pellegrino dell'assoluto, undici Inni di Padre David Maria Turoldo su musiche del maestro Domenico Clapasson.
Nel 2010 è stata presentata l'ultima incisione dal titolo “Prende l'anima il tuo canto”: un disco dedicato ai brani scritti e armonizzati dal maestro Dante Conrero, inciso in occasione del decennale della sua scomparsa. Nel 2011 il Coro La Rupe partecipa al 45º Concorso Nazionale “Trofei Città di Vittorio Veneto” aggiudicandosi il 1º posto nella categoria dei “Canti di tradizione alpina”, il 2º posto nella categoria della “Musica popolare” e il 3º posto in quella delle “Musiche d'autore”. A coronare il successo del coro, il maestro Monetta vince il premio come miglior direttore del concorso.
Nel Novembre 2011, su invito della Feniarco, il Coro La Rupe apre il concerto di benvenuto all'Assemblea Generale dell'European Choral Association Torino 2012. Nel Luglio 2012 nell'ambito della manifestazione internazionale Europa Cantat 2012, che si è svolta a Torino, il Coro ha partecipato a una masterclass con il celebre direttore estone Hirvo Surva. Nell'aprile del 2013, nell'anno del proprio sessantennale, La Rupe ottiene il terzo posto nella categoria voci pari al 49º Concorso Internazionale di Montreux e sempre nello stesso anno incide un CD di musica sacra dal titolo  "O Magnum Mysterium". A maggio 2014 l'ensemble partecipa per la prima volta ad un concorso di polifonia sacra, XXXII concorso nazionale di Quartiano (LO), aggiudicandosi il 1º premio col programma monografico e il secondo con quello storico.. Nell'ottobre 2015 si classifica al 1º posto al V Concorso Nazionale Città di Fermo e al 1º posto nella categoria voci pari al 6º Concorso Nazionale Corale Polifonico del Lago Maggiore. A dicembre del 2017 presenta un CD di "Canti popolari dal Mondo", un intenso lavoro di ricerca con 18 brani in 16 lingue diverse. Nel 2018 partecipa a diverse rassegne importanti tra cui: Le Chiavi d'argento di Chiavenna, Rencontres Internationales de Chœur d’hommes Vallée de Joux (Svizzera) e a MiTo nel giorno dei cori a Torino. Nell'ottobre del 2019 vince il Gran Prix al X Concorso Polifonico del Lago Maggiore, dopo essersi aggiudicato il Primo Premio nelle categorie Voci Pari e Cori Popolari.Il Coro La Rupe è promotore sul suo territorio di eventi musicali e masterclass con direttori e musicisti prestigiosi come Dario Tabbia, Philip Lawson, Carlo Pavese e Stojan Kuret.

## Discografia
- Emozioni in coro[23] (1994)
- Pietro Alessandro Yon (1999)
- La luce del giorno (2003)
- Pellegrino dell'Assoluto (2005)
- Prende l'anima il tuo canto... (2010)
- O Magnum Mysterium (2013)
- Canti popolari dal mondo (2017)